# Partido judicial de Torrente
El partido judicial de  Torrente es uno de los dieciocho partidos judiciales de la provincia de Valencia; en concreto se trata del partido judicial n.º 4  de la provincia de Valencia.
El ámbito territorial, que viene regulado por el Real Decreto 529/1983, de 9 de marzo, comprende los municipios de:
- Alacuás
- Aldaya
- Paiporta
- Picaña
- Torrente